# Portanus uhleri
Portanus uhleri är en insektsart som beskrevs av Kramer 1964. Portanus uhleri ingår i släktet Portanus och familjen dvärgstritar. Inga underarter finns listade i Catalogue of Life.